# ميرا كين
أنجيلين ميرا كين (بالإنجليزية: Angeline Myra Keen)‏ (1905 - 1986). عالمة رخويات وحفريات أمريكية، اشتهرت بخبرتها في مجال علوم تطور الرخويات البحرية، كما حازت على درجة الدكتوراه في علم النفس، على الرغم من عدم امتلاكها شهادة رسمية في علم الأحياء أو الجيولوجيا ولكن كين أصبحت واحدة من من أشهر أخصائي علم الرخويات في العالم. وأطلق عليها «السيدة الأولى في علم الرخويات».

## النشأة والتعليم
ولدت ميرا كين في 23 مايو 1905 في كولورادو سبرينغز، اهتمت كين في صغرها بالعزف على بيانو، وكان تعلُّم الموسيقى هو هدفها الأول قبل اهتمامها بعلوم الحياة والأرض. في بداية مسيرتها العلمية كانت ميرا تفكر في دراسة علم الحشرات ولكنها كانت تعاني من حساسية شديدة وهو الأمر الذي شكل عائقاً أمام متابعتها هذا المجال، التفتت كين أخيراً إلى علم النفس فالتحقت بكلية كولورادو وتخرجت منها عام 1930 مع إجازة في علم النفس، وبعد فترة وجيزة قررت مواصلة تعليمها فالتحقت بجامعة ستانفورد عام 1931 وحصلت منها على درجة الماجستير، وعلى درجة الدكتوراه في علم النفس من جامعة كاليفورنيا عام 1934.
بدء اهتمام كين بالأصداف البحرية والرخويات أثناء دراستها في جامعة كاليفورنيا، فقامت بجمع الأصداف ودراستها خلال رحلاتها إلى مونتيري، وكان عملها التطوعي في محطة هوبكنز البحرية في ستانفورد تحت إشراف شيبارد أولدريد أول وظيفة تدرس فيها الرخويات عن قرب وبشكل مفصل.

## المهنة
لم تستطع كين بعد تخرجها من جامعة كاليفورنيا وحصولها على درجة الدكتوراه في علم النفس العثور على وظيفة في مجال تخصصها بسبب تأثير الكساد الكبير على الاقتصاد الأمريكي وقتها، في هذه الفترة ولأنها عاطلة عن العمل بدأ اهتمامها الفعلي بعلم الرخويات، فعادت إلى ستانفورد وعملت تحت إشراف إيدا أولدريد كمساعدة أبحاث، وقررت لاحقًا العمل التطوعي في جامعة ستانفورد تحت إشراف الدكتور هوبرت شينك أستاذ علم الحفريات في جامعة ستانفورد، وقالت حينها: أصبحت أخيراً تحت وصاية شخص يمكنه تزويدي بالتعليمات الأكاديمية التي أريدها حقاً.
أثناء عملها إلى جانب هؤلاء الباحثين واصلت كين حضور دروس الجيولوجيا التي ركزت على علم الحفريات وعلم الجيولوجيا، وأخيراً تمكنت من تطوير حياتها المهنية في جامعة ستانفورد من خلال تعيينها كباحثة في علم الحفريات، بدلاً من باحثة مساعدة غير مأجورة، وفي نهاية المطاف أصبحت أول امرأة تُدرِّس الجيولوجيا في جامعة ستانفورد، حيث درّست في جامعة ستانفورد لمدة ثمانية عشر عاماً وترَّقت في السلم التعليمي فأصبحت أولاً أستاذة مساعدة، ثم أستاذة مشاركة، ثم أستاذة كاملة العضوية، وهو الأمر الذي كان يعتبر إنجازاً كبيراً لمرأة في ذلك الوقت. درَّست كين علم الأحافير والجيولوجيا وعلوم المحيطات البيولوجية وغيرها وعرف عنها أنَّها كانت معلمة متميَّزة. وعلى الرغم من أنها لم تكن حاصلة على شهادة في علم الحفريات إلا أنها أصبحت أمينة علم الحفريات في جامعة ستانفورد في عام 1936، لتحل مكان معلمها السابق أولدرويد عام 1954. وأصبحت أستاذة مساعدة في علم الحفريات، وبعدها أمينة علم الآثار عام 1957، وحصلت أخيراً على زمالة من جامعة جوجنهايم عام 1964.
تقاعدت كين عام 1970 كأستاذ فخرية في علم الحفريات، وأمين فخري لعلوم الآثار، وكانت عضوًا في الجمعية الجيولوجية الأمريكية، وجمعية الحفريات، وفي عام 1979 كانت أول امرأة تحصل على وسام الزمالة من أكاديمية كاليفورنيا للعلوم، وشغلت منصب رئيسة لجنة التسميات الأكاديمية لجمعية علم الحيوان، وكانت أيضاً رئيسة للجمعية الغربية لعلماء الآثار.
كانت ميرا كين ناشطة في مجال التأليف والنشر أيضاً، فقد كتبت تسعة كتب علمية. ومن أهم وأشهر ما كتبته: ببليوغرافيا الرخويات في أمريكا الشمالية الغربية (1937)، قائمة الرخويات في كولومبيا (1944) والذي اشتركت في كتابته مع هيرديس بينتون، بالإضافة لأكثر من خمسة وسبعين ورقة بحثية نشرت في المجلات العلمية الأمريكية والعالمية. ركزت إحدى مقالاتها الأولى على توثيقها لكيفية تفاعل الحيوانات الرخوية مع التغيرات في درجات الحرارة بحسب خطوط العرض، وكانت الدراسة التي نشرتها حول هذا الموضوع ذات قيمة علمية كبيرة للجيولوجيين لسببين رئيسيين: فقد ساعدت الجيولوجيون في فهم التغيرات في درجة حرارة البحر في العصور الماضية، وكذلك تحديد المناطق الأصلي للصخور الرسوبية التي انتقلت إلى مواقع جديدة بسبب تباعد القارات.
ركزت أعمالها البحثية الأخرى على الرخويات البحرية في العصر الحجري القديم، وعلى علوم الحيوان في أمريكا الشمالية الغربية، والحيوانات الرخوية البحرية في مقاطعة باناميك، وساهمت في جمع مجموعة سينوزويك للرخويات في ستانفورد. وقدمت أول وثائق بحثية تتعلق بكيفية تأثير توزيع الرخويات على ساحل المحيط الهادي وفق درجات الحرارة، واكتشفت أول أمثلة حية عن رخويات ثنائية الأصداف عام 1960 في شرق المحيط الهادي. وفي عام 1975 دُعيت للقاء الإمبراطور الياباني هيروهيتو الذي كان بدوره جامعاً للأصداف والرخويات البحرية، وتبادل الاثنان العديد من العينات الفريدة، وعادت كين لتلتقي الإمبراطور هيروهيتو مرة ثانية عام 1975 عندما زار الأخير سان فرانسيسكو، وتنقاشا حول اهتمامها المشترك بالأصداف واللافقاريات والرخويات البحرية. وكان من بين طلاب كين في مرحلة الدراسات العليا عالم الحفريات والآثار الياباني كاتسورا أوياما من عام 1955 إلى عام 1957.

## الجوائز والتكريمات
حصلت كين على زمالة ومنحة دراسية كاملة في بداية حياتها العلمية من جامعة ستانفورد عام 1931 بفضل ذكائها ومواهبها. وانتُخبت رئيسةً للاتحاد الأمريكي لعلم الرخويات عام 1948، وحصلت على جائزة شرف الاتحاد الأمريكي لعلم الرخويات عام 1963.
ومنحت كين عام 1964 زمالة جوجنهايم، المعروفة أيضًا باسم «جائزة منتصف الحياة الوظيفية»، وهي جائزة تمنح للمبدعين في العلوم الطبيعية من الولايات المتحدة وكندا وعدد قليل من البلدان الأخرى. ومنحت ميدالية أكاديمية كاليفورنيا للعلوم عام 1979 تكريماً لإساهماتها العلمية الهامة. وسُمي 40 نوع جديد من الرخويات المكتشفة باسمها تكريماً لها.
شاركت ميرا كين طوال حياتها العلمية بنشاطات جامعة ستانفورد في كلية العلوم، وهو الأمر الذي كان إنجازاً كبيراً لامرأة في ذلك الوقت، بسبب عدم الاعتراف بالنساء كمشاركات أساسيات في أبحاث الجيولوجيا وأقسام العلوم الأخرى التي كان يهيمن عليها الذكور، وكانت كما ذكرنا واحدة من أول ثلاث أساتذة نساء في جامعة ستانفورد، وكانت أيضاً ناشطة في جماعة لمكافحة التمييز الجنسي ضد النساء في الجامعة وترأست الجماعة بين أعوام 1958 إلى 1960.

## تقاعدها وموتها
استمر نشاط كين بعد تقاعدها من الجامعة، وشاركت بعدة نشاطات مع طلابها وزملائها السابقين، وعلى الرغم من أنها لم تعد قادرة على الاستمرار في مسيرتها المهنية فقد واصلت مراجعة وتنقيح المخطوطات الخاصة بزملائها، وبقيت على اتصال مع طلابها السابقين، وبدأت ميرا في الانخراط في مجتمعها الجديد، وأصبحت عضواً في جمعية أصدقاء خدمة المسنين. نُقلت مجموعة كين من الحفريات والرخويات إلى أكاديمية كاليفورنيا للعلوم، ولا يزال من الممكن العثور على منشوراتها وأوراقها البحثية في جامعة ستانفورد إلى يومنا هذا.
توفيت ميرا كين عن عمر يناهز الثمانين عاماً في سانتا روزا - كاليفورنيا في 4 يناير 1986 بعد صراعٍ طويل مع السرطان.